# Jakob Bernard
Jakob Bernard, slovenski partizanski komandant in narodni heroj,  * 21. julij 1909, Koritno, † 10. februar 1942, Stirpnik.

## Življenjepis
Jakob Bernard je bil rezervni častnik v vojski Kraljevine Jugoslavije. Partizanom se je pridružil junija 1941 na Jelovici in postal vojaški svetovalec v Cankarjevem bataljonu, nato pa komandir Jelovške čete. Sodeloval je v mnogih bojih in akcijah na Jelovici in okolici Bleda, v Zapužah, nadalje v Selški dolini in pri napadu na škofjeloške zapore. Postal je komandir 2. čete Cankarjevega bataljona in sodeloval pri uničenju voda 181. nemškega rezervnega policijskaga bataljona v Rovtah med decembrsko vstajo ter obrambnih bojih v Poljanski dolini in Dražgošah. Po razdelitvi Cankarjevega bataljona je postal komandir Selške čete. V boju z nemško smučarsko patruljo je bil ranjen. V bojazni, da ga sovražnik ne ujame, se je sam ustrelil.